# Längdskidåkning vid olympiska vinterspelen för ungdomar 2024
Längdskidåkning vid olympiska vinterspelen för ungdomar 2024 arrangerades i Alpensia längdåkningsarena i Daegwallyeong-myeon i Sydkorea mellan den 29 januari och 1 februari 2024.

## Program
Alla tider är koreansk normaltid (UTC+9)
| Datum      | Tid   | Gren                                    |
| ---------- | ----- | --------------------------------------- |
| 29 januari | 11:00 | Herrarnas/Damernas kval i sprint (F)    |
| 29 januari | 13:00 | Herrarnas/Damernas finaler i sprint (F) |
| 30 januari | 11:00 | Damernas 7,5 km (K)                     |
| 30 januari | 13:30 | Herrarnas 7,5 km (K)                    |
| 1 februari | 11:00 | Mixstafett 4 × 5 km                     |

## Medaljörer
| Gren                                        | Guld                                                            | Guld                    | Silver                                                                     | Silver                  | Brons                                                                  | Brons                         |
| Herrarnas sprint, fristil Detaljer...       | Federico Pozzi Italien                                          | Federico Pozzi Italien  | Jakob Moch Tyskland                                                        | Jakob Moch Tyskland     | Tabor Greenberg USA                                                    | Tabor Greenberg USA           |
| Herrarnas 7,5 km, klassisk stil Detaljer... | Jakob Moch Tyskland                                             | 19.47,2                 | Jonas Müller Tyskland                                                      | 19.52,6                 | Quentin Lespine Frankrike                                              | 19.54,1                       |
|                                             |                                                                 |                         |                                                                            |                         |                                                                        |                               |
| Damernas sprint, fristil Detaljer...        | Elsa Tänglander Sverige                                         | Elsa Tänglander Sverige | Kajsa Johansson Sverige                                                    | Kajsa Johansson Sverige | Nelli-Lotta Karppelin Finland                                          | Nelli-Lotta Karppelin Finland |
| Damernas 7,5 km, klassisk stil Detaljer...  | Nelli-Lotta Karppelin Finland                                   | 22.19,6                 | Agathe Margreither Frankrike                                               | 22.30,1                 | Annette Coupat Frankrike                                               | 22.32,3                       |
|                                             |                                                                 |                         |                                                                            |                         |                                                                        |                               |
| 4 × 5 km mixstafett Detaljer...             | Tyskland Sarah Hoffmann Jonas Müller Lena Einsiedler Jakob Moch | 53.07,3                 | Frankrike Agathe Margreither Gaspard Cottaz Annette Coupat Quentin Lespine | 53.13,0                 | Schweiz Leandra Schöpfer Nolan Gertsch Ilaria Gruber Maximilian Wanger | 53.13,3                       |

## Medaljtabell
*   Värdland ( Sydkorea)
| Nr                  | Nation              | Guld | Silver | Brons | Totalt |
| ------------------- | ------------------- | ---- | ------ | ----- | ------ |
| 1                   | Tyskland            | 2    | 2      | 0     | 4      |
| 2                   | Sverige             | 1    | 1      | 0     | 2      |
| 3                   | Finland             | 1    | 0      | 1     | 2      |
| 4                   | Italien             | 1    | 0      | 0     | 1      |
| 5                   | Frankrike           | 0    | 2      | 2     | 4      |
| 6                   | USA                 | 0    | 0      | 1     | 1      |
| 6                   | Schweiz             | 0    | 0      | 1     | 1      |
| Totalt (7 nationer) | Totalt (7 nationer) | 5    | 5      | 5     | 15     |